# Dâlga-Gară, Călărași
Dâlga-Gară este un sat în comuna Dor Mărunt din județul Călărași, Muntenia, România. Stație de cale ferată.